# So Good to Me
So good to me is een nummer en single van Chris Malinchak.
In de week van 15 juni 2013 was het een Dancesmash op Radio 538.

## Tracklist
| Soort geluidsdrager | Uitgebracht | Tracks                       | Duur |
| ------------------- | ----------- | ---------------------------- | ---- |
| Download (promo)    | 03-05-2013  | So good to me                | 2:38 |
| Download            | 05-05-2013  | So good to me (Radio Edit)   | 2:38 |
| Download            | 05-05-2013  | So good to me (Extended Mix) | 5:09 |
| Download            | 05-05-2013  | So good to me (Zinc Remix)   | 5:24 |
| Download            | 05-05-2013  | So good to me (MK Remix)     | 7:35 |
| Download            | 05-05-2013  | So good to me (S.P.Y Remix)  | 6:28 |

## Hitnoteringen
| Hitlijst            | Datum van binnenkomst | Hoogste positie | Aantal weken | Laatste notering |
| ------------------- | --------------------- | --------------- | ------------ | ---------------- |
| Single Top 100      | 18-05-2013            | 6               | 20           | 28-09-2013       |
| Nederlandse Top 40  | 08-06-2013            | 7               | 13           | 31-08-2013       |
| Vlaamse Ultratop 50 | 01-06-2013            | 12              | 15           | 07-09-2013       |
| Waalse Ultratop 50  | 27-07-2013            | 40              | 3            | 24-08-2013       |
| UK Singles Chart    | 18-05-2013            | 2               | 19           | 21-09-2013       |
| Zwitserse Top 75    | 09-06-2013            | 33              | 12           | 25-08-2013       |

### Nederlandse Top 40
| Hitnotering: 08-06-2013 t/m 31-08-2013 | Hitnotering: 08-06-2013 t/m 31-08-2013 | Hitnotering: 08-06-2013 t/m 31-08-2013 | Hitnotering: 08-06-2013 t/m 31-08-2013 | Hitnotering: 08-06-2013 t/m 31-08-2013 | Hitnotering: 08-06-2013 t/m 31-08-2013 | Hitnotering: 08-06-2013 t/m 31-08-2013 | Hitnotering: 08-06-2013 t/m 31-08-2013 | Hitnotering: 08-06-2013 t/m 31-08-2013 | Hitnotering: 08-06-2013 t/m 31-08-2013 | Hitnotering: 08-06-2013 t/m 31-08-2013 | Hitnotering: 08-06-2013 t/m 31-08-2013 | Hitnotering: 08-06-2013 t/m 31-08-2013 | Hitnotering: 08-06-2013 t/m 31-08-2013 | Hitnotering: 08-06-2013 t/m 31-08-2013 |
| Week:                                  | 1                                      | 2                                      | 3                                      | 4                                      | 5                                      | 6                                      | 7                                      | 8                                      | 9                                      | 10                                     | 11                                     | 12                                     | 13                                     |                                        |
| -------------------------------------- | -------------------------------------- | -------------------------------------- | -------------------------------------- | -------------------------------------- | -------------------------------------- | -------------------------------------- | -------------------------------------- | -------------------------------------- | -------------------------------------- | -------------------------------------- | -------------------------------------- | -------------------------------------- | -------------------------------------- | -------------------------------------- |
| Positie:                               | 34                                     | 11                                     | 7                                      | 7                                      | 10                                     | 11                                     | 14                                     | 18                                     | 19                                     | 21                                     | 27                                     | 30                                     | 40                                     | uit                                    |

### NederlandseSingle Top 100
| Hitnotering: 18-05-2013 t/m | Hitnotering: 18-05-2013 t/m | Hitnotering: 18-05-2013 t/m | Hitnotering: 18-05-2013 t/m | Hitnotering: 18-05-2013 t/m | Hitnotering: 18-05-2013 t/m | Hitnotering: 18-05-2013 t/m | Hitnotering: 18-05-2013 t/m | Hitnotering: 18-05-2013 t/m | Hitnotering: 18-05-2013 t/m | Hitnotering: 18-05-2013 t/m | Hitnotering: 18-05-2013 t/m | Hitnotering: 18-05-2013 t/m | Hitnotering: 18-05-2013 t/m | Hitnotering: 18-05-2013 t/m | Hitnotering: 18-05-2013 t/m | Hitnotering: 18-05-2013 t/m | Hitnotering: 18-05-2013 t/m | Hitnotering: 18-05-2013 t/m | Hitnotering: 18-05-2013 t/m | Hitnotering: 18-05-2013 t/m |
| Week:                       | 1                           | 2                           | 3                           | 4                           | 5                           | 6                           | 7                           | 8                           | 9                           | 10                          | 11                          | 12                          | 13                          | 14                          | 15                          | 16                          | 17                          | 18                          | 19                          | 20                          |
| --------------------------- | --------------------------- | --------------------------- | --------------------------- | --------------------------- | --------------------------- | --------------------------- | --------------------------- | --------------------------- | --------------------------- | --------------------------- | --------------------------- | --------------------------- | --------------------------- | --------------------------- | --------------------------- | --------------------------- | --------------------------- | --------------------------- | --------------------------- | --------------------------- |
| Positie:                    | 98                          | 53                          | 40                          | 16                          | 6                           | 9                           | 12                          | 12                          | 14                          | 15                          | 19                          | 24                          | 26                          | 35                          | 41                          | 46                          | 57                          |                             |                             |                             |